# Mladen Karanović
Mladen Karanović (21. lipnja 1863. 3. prosinca 1950.), vojvođanski istaknuti novinar, izdavač i kulturni djelatnik. 
1. siječnja 1893. pokrenuo je Subotičke novine, s podnaslovom s podnaslovom bunjevačko-šokački nedeljni list za misne obće stvari, prosvitu, zabavu i gazdinstvo. List je uređivao sve do 1898. godine. Budući da je list bio sadržavao oštre tekstove usmjerenih protiv vladajućeg režima, podnio je ostavku i ugasio list.
Umro je 3. prosinca 1950. godine.